# Cennselach mac Brain
Cennselach mac Brain (mort en 770) est roi des Uí Cheinnselaigh du sud Leinster. Il est issu du sept Sil Máeluidir de cette lignée du Laigin, qui est établi dans la future baronnie de Shelmalier dans le cou inférieur de la rivière 
Slaney dans le sud de l'actuel comté de Wexford. Il est le fils de Bran ua Máele Dúin (mort en 712), un précédent souverain. Il règne brièvement de  769 à 770. 
À cette époque, les Uí Cheinnselaigh sont impliqués dans d’inexpiables conflits internes. Le sept Sil Máeluidir n'avait pas occupé le trône depuis 727. En 769, Cennselach défait son prédécesseur Dub Calgaid mac Laidcnén, qui est tué lors de la bataille de Ferns. Cennselach, lui-même est vaincu et tué l'année suivante par son successeur Eterscél mac Áeda (mort en 778).

## Sources
- Annales d'Ulster sur  at University College Cork
- (en) Gearoid Mac Niocaill (1972), Ireland before the Vikings, Dublin: Gill and Macmillan
- Livre de  Leinster, Rig Hua Cendselaig sur  at University College Cork